# Gornja Bistra
Gornja Bistra es una localidad de Croacia en el municipio de Bistra, condado de Zagreb.

## Geografía
Se encuentra a una altitud de 209 m s. n. m. a 27.3 km de la capital nacional, Zagreb.

## Demografía
En el censo 2011, el total de población de la localidad fue de 1273 habitantes.
Según estimación 2013 contaba con una población de 1 851 habitantes.